# Hans Liebhardt
Hans Liebhardt (n. 30 ianuarie 1934, Apoldu de Sus, județul Sibiu (interbelic), d. 30 septembrie 2017, București) a fost un jurnalist și scriitor de limba germană, landler din România.
Și-a făcut studiile la Sibiu și Sighișoara, apoi a urmat "Școala de poeți" din București, adică Institutul de creație "Mihai Eminescu" (derivat din Școala de Literatură și Critică Literară „Mihai Eminescu”). Și-a început cariera de jurnalist la ziarul de limbă germană Neuer Weg („Drum Nou”) în 1952.  Între 1970 și 1980 a fost redactor-șef adjunct la programul pentru minorități de la Televiziunea Română, de unde a revenit la ziarul Neuer Weg.
O vreme, Liebhardt a fost angajat simultan în redacțiile a două reviste: Neue Banater Zeitung (ziarul germanilor bănățeni), de limba germană, și Munkáslap (ziarul muncitorilor), de limba maghiară.
În ultimii ani de viață, a fost colaborator permanent al emisiunii în limba germană de la TVR 1, unde a moderat două rubrici difuzate lunar, Bukarester Geschichten („Povestiri bucureștene”) și Bücher und Bilder („Cărți și imagini”).
A colaborat și la emisiunea în limba germană din București, realizată în cadrul Redacției Minorități a Societății Române de Radiodifuziune, având două emisiuni săptămânal: Wer wir sind und was wir wollen („Cine suntem și ce vrem”), miercurea, și Zeitgeschichte in Anekdoten („Istoria contemporană în anecdote”), vinerea.  Aria de difuzare a emisiunilor acoperă Transilvania, Banatul și zona București.
Prin Decretul nr. 439 din 6 noiembrie 2000 s-a conferit medalia comemorativă "150 de ani de la nașterea lui Mihai Eminescu" ... mai multor critici, istorici literari, poeți, editori, traducători, între care, la numărul curent 54 este și Hans Liebhardt (Germania), excelent traducător al operei eminesciene în limba germană;
Când a fost întrebat, în cursul unui interviu, de ce l-a elogiat pe Ceaușescu în poeme, Liebhardt a răspuns că aceste texte le-a confecționat numai din motive tactice, după ce fusese dat afară din redacția secției germane a Televiziunii.
Alături de personalități ca Joachim Wittstock și Eginald Schlattner, Hans Liebhardt a fost unul din puținii scriitori de limba germană rămași în România.

## Scrieri
- Träume und Wege, Editura tineretului, 1966
- Das Kalb vom blauen Berg, Editura tineretului, 1967
- Die drei Tode meines Grossvaters, Editura tineretului, 1969
- Worte und Wege (antologie de proză a prozatorilor germani originari din România), Editura Kriterion, București, 1970
- Der Eisenhans - Siebenbürgisch-Sächsische Märchen nach Josef Haltrich editat de Hans Liebhardt, Editura Ion Creangă, 1972
- Alles, was nötig war. Ausgewählte Prosa (coautor Peter Motzan), Editura Dacia, Cluj, 1972
- Culoarea scaieților, Editura Albatros, 1973
- Worte unterm Regenbogen. Deutsche Erzähler in Rumänien (antologie de proză a prozatorilor germani originari din România), Editura Albatros, 1973
- Alle deine Uhren. Reise- und andere Geschichten, Editura Kriterion,  1978
- Wie ein einziger Tag - Anekdoten, Betrachtungen, Geschichten, Editura Kriterion, 1982
- Viața preaminunată a lui Andreas Weisskircher, Editura Kriterion, 1983
- Goldener Traum : Gedichte (Visul de aur – versuri), Editura Kriterion, București, 1986
- Ein Zelt am Meer, Editura Ion Creangă, 1987
- Die Zukunft der Rosen. - Geschichten, Betrachtungen, Berichte, Editura Kriterion, București, 1988.
- Flog dem Goldschmied in das Haus (Îi intră în zbor în casă aurarului - versuri), Editura Universal Dalsi, București, 1997, ISBN 973-9166-74-4
- "Deutsche in Bukarest". Zwei-drei Jahrhunderte erlebter Geschichte. ADZ Verlag Bukarest 2003, ISBN 973-8384-20-6,
- Aufs Wort gebaut (antologie de proză a prozatorilor germani originari din România), București, Editura ADZ, 2005
- In Bukarest und Altrumänien. Deutsche Spuren noch und noch (În București și Vechiul Regat al României. Alte urme germane), coperta de Emil Olteanu și fotografii de Valeriu Pană, ADZ-Verlag, Bukarest 2006, ISBN 10 973-8384-32-x

## Traduceri
- Maria Marian: Die Königin des Durcheinanders: Lauter lustige Geschichten (Regina încurcăturilor: o mulțime de povești amuzante - Editura Universal Dalsi, București, 1993, ISBN 973-9603-1-2), traducere din română în germană de Hans Liebhardt, Editura Universal Dalsi, 1999, ISBN ISSN 973-9409-22-9
- Dan Grigorescu: Brâncuși und die moderne Kunst (Brâncuși și arta modernă - Editura Universal Dalsi, București, 2001), traducere din română în germană de Hans Liebhardt, Editura Universal Dalsi, București, 2003.
- Ion Bulei: Kurze Geschichte Rumäniens (Scurtă istorie a românilor - Editura Meronia, București, 1996), traducere din română în germană de Michael Bürger și Hans Liebhardt, Editura Meronia, București, 2006, ISBN 978-973-7839-06-0
- Alexander Tietz: Briefe von der Alm (Scrisori de la Sălaș), traducere din română în germană de Hans Liebhardt, editura ADZ, București, 2000, ISBN 9789739831895

## Volume îngrijite
- Alexander Tietz und seine Welt. Dokumente, Erinnerungen, unveröffentlichte Texte (Alexander Tietz și lumea sa. Documente, amintiri, texte inedite), Editura Allgemeine Deutsche Zeitung für Rumänien, București, 1998, tiraj: 1.000 exemplare, ISBN 973-99318-0-X. Ediție îngrijită de Erwin Josef Țigla și Hans Liebhardt,
- Gedichte; Mihai Eminescu (Poezii de Mihai Eminescu în limba germană), Editura Universal Dalsi din București, 1999. Ediție îngrijită de Virginia Carianopol și Hans Liebhardt. Cuvântul înainte este semnat de acad. Zoe Dumitrescu-Bușulenga.

## Prezent în antologii
A fost inclus în antologia bilingvă Scriitori germani din România de după 1945, apărută în 2012 la Editura Curtea Veche.

## Filmografie
- Das wunderkind Karl Filtsch (Copilul-minune Karl Filtsch), film TV scenariu și regie Johannes Axon, Ilia Ehrenkranz și Hans Liebhardt, 1974.